# Myulk
Myulk är ett äventyrsspel med strategiinslag, om mjölkproduktion och lantbruk. Spelet gjordes av Vintergatan Film & TV AB men utgavs av Arla i samband med deras produkter.

## Handling
Huvudpersonen ärver bondgården Öppanäng som en gång i tiden blomstrat men som nu vuxit igen totalt. Spelarens uppgift är att få gården på fötter igen, något som kräver både list och planering då den onda roten Slymmer håller Öppanäng i ett järngrepp.

## Gameplay
Myulk spelas i två olika lägen:

### Äventyrsläget
Här används ett grafiskt gränssnitt som är mycket likt det som återfinns i Myst. Spelaren rör sig via olika checkpoints genom att klicka på hotspots på skärmen. Vid olika tillfällen animeras omgivningen men består i de flesta fall av statiska bilder. Genom att använda rätt föremål vid rätt tillfälle förs spelet och dess handling framåt.

### Managementläget
Under tre sessioner tar man som spelare hand om gården i tre års tid. Gränssnittet består av menyer och informativ statistik om ekonomi, mjölkproduktion, de olika fälten mm. Målet är att med framgång sköta gården för bästa möjliga skörd och produktion av mjölk. Spelaren ges bland annat möjlighet att köpa förbättrade maskiner, bygga stängsel runt betesmark och att kalla in avbytare vid behov.

## Produktion
Myulk producerades av ett filmproduktionsbolag, Vintergatan Film & TV AB. För spelkonstruktionen stod Joachim Bergenstråhle. Christoffer von Platen var ansvarig producent och skådespelarinstruktör.